# Kanaal van Préaven
Het Kanaal van Préaven (Frans: Canal de Préaven) is een verbindingskanaal met een lengte van bijna 2 km, gelegen in de gemeente Moerbeke in het Franse Noorderdepartement. Het loopt tussen de gehuchten De Walle en Le Grand Dam (beide in de gemeente Moerbeke) en verbindt het Kanaal van Hazebroek en het Kanaal van de Nieppe met de Borrebeek. Op de kruising met het Kanaal van de Nieppe bevindt zich een sluis, en ook bij Le Grand Dam, bij de aansluiting met de Borrebeek, is een sluis. Het kanaal is niet langer van betekenis voor de scheepvaart.

## Geschiedenis
In de jaren 1565–1566 kwam onder de regering van Filips II van Spanje de haven van Hazebroek tot stand. Om die met de Leie te verbinden, werden in de 16e eeuw de kanalen van Hazebroek gegraven, waarvan het Kanaal van Préaven er een is. De andere drie kanalen van Hazebroek zijn het Kanaal van Hazebroek, het Kanaal van de Nieppe (verbinding met de Leie in Tienen), en het Kanaal van de Borre (verbinding met de Leie in Meregem). Dit laatste kanaal is de gekanaliseerde benedenloop van de Borrebeek is. Deze kanalen hebben hun oorspronkelijke functie verloren. Het laatste deel van het Kanaal van Hazebroek, in de stad Hazebroek, is inmiddels gedempt en de kades van de haven zijn verdwenen. 